# 前田米藏
前田米藏（日语：前田 米蔵/まえだ よねぞう，1882年2月17日—1954年3月18日），日本的政治家，曾担任小矶国昭时期的运输通信大臣，平沼騏一郎、廣田弘毅时期的鐵道大臣、犬養毅时期的商工大臣。